# Стенен гущер
Стенният гущер (Podarcis muralis) е вид гущер, широко разпространен в Европа. Достига дължина от 20 cm.

## Разпространение и местообитания
Стенният гущер е разпространен в Средна и Южна Европа с изключение на южните части на Пиренейския полуостров. На север ареалът му достига до южните части на Белгия и Холандия, Западна и Южна Германия, Словакия, Унгария и Централна Румъния до делтата на Дунав. В България се среща в цялата страна до надморска височина 1400 m, по изключение до 2100 m (връх Вежен).
Стенният гущер живее само в скалисти терени, включително изкуствени, като железопътни и пътни насипи, подпорни стени, кариери и други.

## Поведение
Стенният гущер е активен през деня и се храни главно с насекоми. Зимува в кухини между камъните, като при топло време излиза да се припича и през зимата. Снася 2 – 6 яйца в началото на лятото. Малките се излюпват 50 – 60 дни по-късно и не се отличават по оцветяване от възрастните.